# Heinrich Brunn
Heinrich Brunn (23. ledna 1822 Wörlitz – 23. července 1894 Josephstal u Schliersee) byl německý archeolog.

## Životopis
Byl synem duchovního a studoval v Bonnu archeologii a filologii. Od roku 1840 byl členem Corps Palatia Bonn. Promoval s prací Artificum liberae Graeciae tempora (1843) a téhož roku odešel do Itálie. Od roku 1853 pracoval pro Německý archeologický institut v Římě. O rok později habilitoval v Bonnu. V roce 1865 se stal profesorem archeologie na mnichovské univerziitě. K jeho žákům patřili Gustav Körte, Adolf Furtwängler, Paul Arndt, Walter Amelung, Arthur Milchhöfer a Heinrich Bulle.
Při své vědecké práci se zabýval zejména řeckými dějinami umění. V roce 1882 obdržel bavorský korunní řád.